# Кыдырмышев, Руслан Жаманакович
Кыдырмышев Руслан Жаманакович (род. 3 ноября 1982 года в городе Фрунзе, Киргизской ССР) — Киргизский общественный деятель, советник Президента КР Садыра Жапарова, председатель «Географического общества Кыргызстана», президент Всемирной федерации национальной борьбы «Кулатуу Эртаймаш» (WEF GLOBAL), почетный президент федерации Тайского Бокса КР, почетный президент федерации «Нага грэпплинга» КР, почетный президент Федерации Таеквондо ГТФ, основатель благотворительной организации «Бакубат келечек/Счастливое будущее»

## Биография
Родился 3 ноября 1982 года в городе Фрунзе, Киргизской ССР, учился с 1989—1999 годы в средней школе № 39, с детства занимался различными видами спорта как Таэквон до, Джиткундо, Кулатуу. Имеет черный пояс по Таеквондо, занимался под руководством тренера Мурата Бурханова. в 2004году окончил Кыргызский Государственный Национальный Университет им «Ж.Баласагына», факультет гос управления, в 2006 году окончил Магистратуру Академии Управления при Президенте Кыргызской Республики. с 2006 года занялся предпринимательской деятельностью.

## Общественная Деятельность
- В 2011 году назначен на должность Вице президента Федерации Кыргызской Республики смешанных единоборств по бразильской версии «Вале-тудо»
- В 2014 году на республиканском конгрессе Федерации борьбы Кыргызстана «Кулатуу», на пост президента всемирной федерации WEF, по предложению основателя ФБКР «Кулатуу» Турусбекова Темира Мукановича, единогласным решением был избран Руслан Кыдырмышев, вице президентами были назначены Эмиль Токтогонов, Рафик Мамбеталиев, генеральным секретарем  Даниел Осмон уулу.
- в 2015 году выступил одним из основателей социального проекта «Молодежь против Наркотиков»
- в 2016 году основал Благотворительную организацию «Бакубат Келечек»
- В 2019 году был избран почетным президентом Федерации Кыргызской Республики смешанных единоборств по бразильской версии «Вале-тудо»
- В 2018 году был избран почетным президентом Федерации Тайского Бокса Кыргызской Республики.
- В 2019 году был назначен почетным членом Федерации «Стрит воркаута КР»
- В 2020 году был назначен почетным членом Федерации «Тхэквондо ГТФ» КР
- В 2020 году был избран почетным президентом федерации «Нага грэпплинга» КР
- В 2020 году был назначен советником и.о президента Киргизии Таланта Мамытова
- В 2021 году назначен советником президента Киргизии Садыра Жапарова
- В 2021 году был избран председателем «Географического общества Кыргызстана»

## Награды
- В 2015 году награжден медалью почетного сотрудника ГСКН КР
- В 2015 году награжден золотым дипломом «Меценат года»
- В 2016 году награжден Мэрией города Ош грамотой «Лучший руководитель Федерации»
- В 2016 году награжден Почетной грамотой за проведение турниров и популяризации спорта в России, от общественной организации Кыргызстанской Диаспоры в РФ.
- В 2017 году был признан «Человеком года» по версии журнала Элита.
- В 2017 году по результатам общественного голосования был признан «Меценатом года»
- В 2018 году был награждён почетной грамотой Жогорку Кенеша Кыргызской республики[3]
- В 2018 году был награждён дипломом представительства государственной Миграционной службы Кыргызской Республики в Российской Федерации
- В 2018 году был награждён почетной грамотой Государственного Агентства Физической культуры и Спорта при правительстве Кыргызской Республики.
- В 2018 году был награждён почетной грамотой Бишкекского Городского Кенеша.
- В 2019 году был награжден именными часами Президента КР[4]
- В 2019 году был награжден серебряным значком Бишкекского городского кенеша
- В 2019 году был награжден юбилейной медалью МВД «95 лет Кыргызской милиции»
- В 2020 году получил звание «Отличника спорта КР»
- В 2020 году был награжден медалью «За помощь борьбе с пандемией COVID 19» от общественного фонда «Насаатчы»
- В 2021 году по версии журнала «Жетиген» был признан «Патриотом года»
- В 2021 году был награждён почётной грамотой Министерства культуры, информации, спорта и молодёжной политики Кыргызской Республики
- В 2021 году был награждён дипломом «Человек года 2021» Государственной официальной газетой «Эркин Тоо»
- В 2021 году по результатам голосования был признан человеком года по версии журнала «Beauty Choice Awards»
- В 2021 году по итогам общественного опроса среди населения, за социальный и культурный вклад, признан «Лучшим руководителем 2021 года» Демократическим комитетом женщин Кыргызстана